# Воловодівка
Волово́дівка — село в Україні, у Вороновицькій селищній громаді Вінницького району Вінницької області. Населення становить 489 осіб.
Село має умовні територіальні частини: «Мазурівка», «Центр», «Грузія», «Бурлаки», «Кузьменки», «Пукаси».
В центрі села є кафе-бар «Червона рута», магазин, Воловодівська школа, церква.
Голови Воловодівської сільської ради:
Фінгер Юхим Якович
Кирилашенко Корній Терентійович
Олійник Аркадій Сергійович
Запарнюк Іван Михайлович
Сирота Катерина Дмитрівна
Небожак Галина Іванівна
Голови правління господарством:
Кузьменко Давид Сазонович
Пастернак Андрій Васильович
Розвора Василь Констянтинович
Каричинський Валерій Петрович

Ставки села: «Соломіїн», «Великий», «Гучків», «Розворин», «Попів», «Дригів берег», «Три ставки».

## Історія
Під час організованого радянською владою Голодомору 1932—1933 років померло щонайменше 220 жителів села.

## Галерея

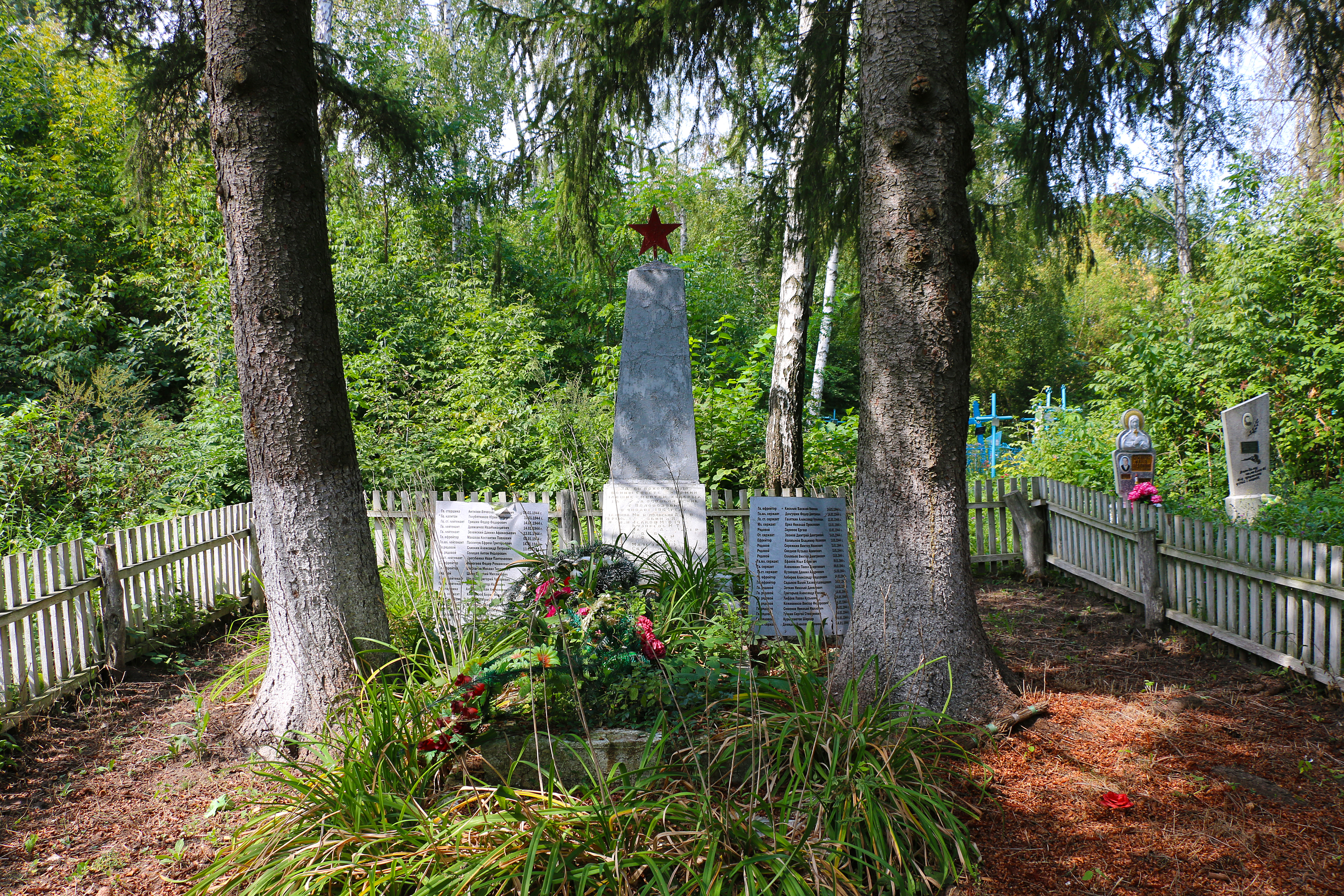
Братська могила 158 радянських воїнів загиблих при звільненні села
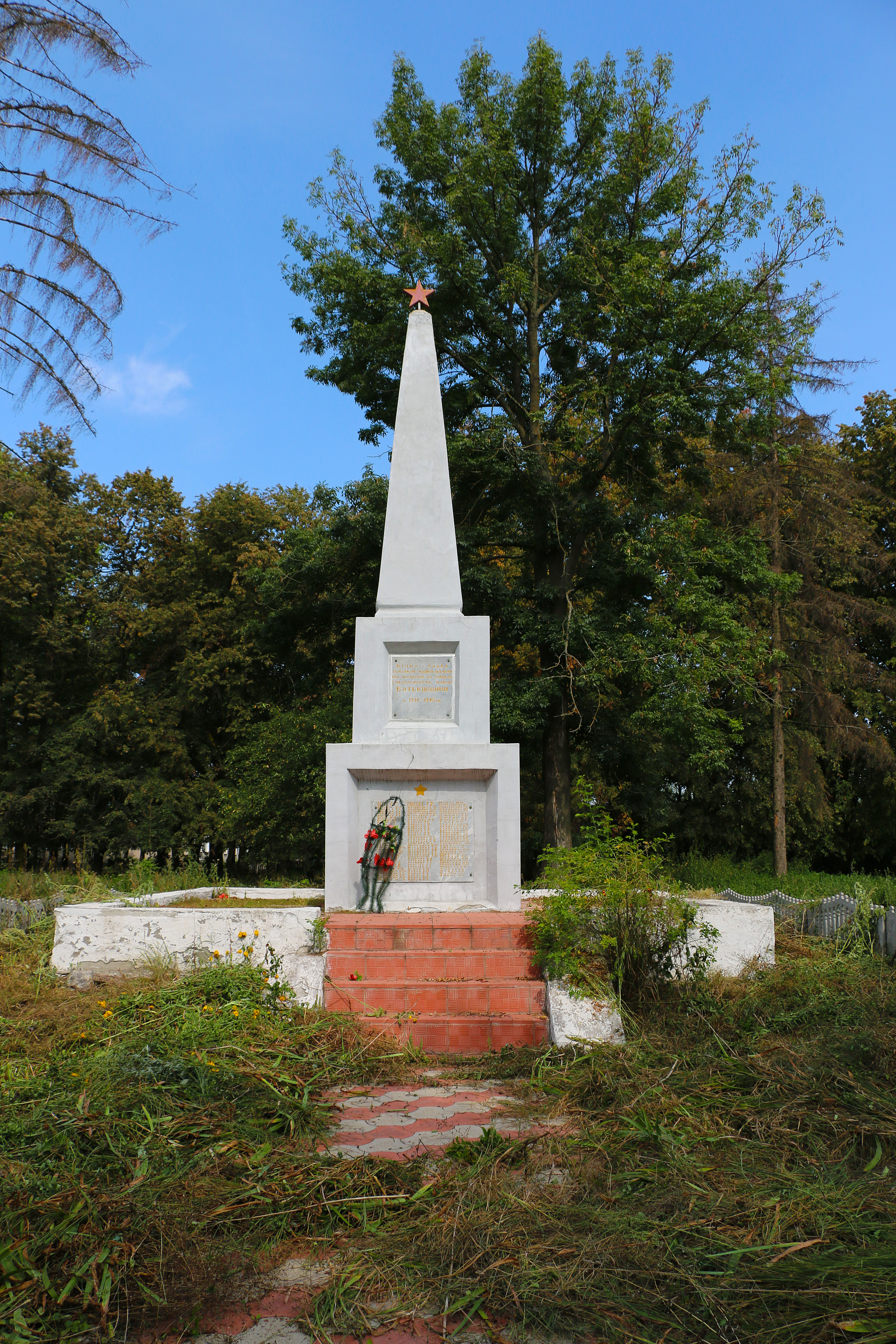
Пам’ятник 109 воїнам–односельчанам